# Coppa Italia 1963/64
Die Coppa Italia 1963/64, den Fußball-Pokalwettbewerb für Vereinsmannschaften in Italien der Saison 1963/64, gewann die AS Rom. Die Roma setzte sich im Endspiel gegen den AC Turin durch und konnte die Coppa Italia zum ersten Mal überhaupt gewinnen. Mit 1:0 gewann die Mannschaft von Trainer Juan Carlos Lorenzo das Wiederholungsspiel, nachdem das eigentlich Finale torlos nach Verlängerung geendet hatte, und wurde Nachfolger von Atalanta Bergamo, das sich im Vorjahr ebenfalls gegen Torino durchgesetzt hatte, diesmal aber bereits im Viertelfinale ausschied.
Als man sich für den Europapokal der Pokalsieger schon gemeldet sein sollte, war die Coppa Italia 1963/64 noch nicht zu Ende. Es waren nur die beiden Finalisten bekannt. Da die Römer im Messestädte-Pokal bereits gemeldet waren, nahm der AC Turin den Startplatz im Europapokal der Pokalsieger ein. Im Turnierverlauf scheiterte man dann erst im Entscheidungsspiel des Halbfinals am westdeutschen Vertreter TSV 1860 München.

## 1. Runde
|                | Ergebnis     |                   |
| -------------- | ------------ | ----------------- |
| US Alessandria | (M)1:1 n. V. | Lanerossi Vicenza |
| FC Varese      | 1:0          | Pro Patria Calcio |
| AC Brescia     | 2:3          | CFC Genua         |
| AC Lecco       | 1:3          | AC Turin          |
| AC Padova      | 2:1 n. V.    | FC Modena         |
| AC Venedig     | 1:2          | Simmenthal Monza  |
| US Triestina   | 0:2          | SPAL Ferrara      |
| Udinese Calcio | 0:2          | FC Bologna        |
| Hellas Verona  | 2:1          | AC Mantova        |
| AC Prato       | 2:0          | Sampdoria Genua   |
| AC Parma       | 3:1          | AS Cosenza        |
| AC Neapel      | 1:0          | AS Bari           |
| Potenza SC     | 0:2          | AS Rom            |
| US Cagliari    | 1:0          | Lazio Rom         |
| Foggia Incedit | 2:1          | CC Catania        |
| FC Catanzaro   | 3:1          | FC Messina        |
| US Palermo     | 0:3          | AC Florenz        |

### Playoff
|           | Ergebnis |                  |
| --------- | -------- | ---------------- |
| FC Varese | 3:0      | Simmenthal Monza |

## 2. Runde
|                | Ergebnis              |                |
| -------------- | --------------------- | -------------- |
| US Alessandria | 0:0 n. V. (3:4 i. E.) | CFC Genua      |
| Hellas Verona  | 0:1 n. V.             | FC Bologna     |
| AC Padova      | 2:2 n. V. (2:4 i. E.) | SPAL Ferrara   |
| AC Parma       | 1:2                   | US Cagliari    |
| AC Florenz     | 4:1                   | AC Prato       |
| AS Rom         | 5:0                   | AC Neapel      |
| FC Catanzaro   | 1:2                   | Foggia Incedit |
| AC Turin       | 2:1                   | FC Varese      |

## 3. Runde
|                | Ergebnis              |              |
| -------------- | --------------------- | ------------ |
| CFC Genua      | 1:1 n. V. (4:5 i. E.) | AC Turin     |
| US Cagliari    | 0:1                   | AC Florenz   |
| Foggia Incedit | 0:2                   | AS Rom       |
| FC Bologna     | 4:2                   | SPAL Ferrara |

## Viertelfinale
|                | Ergebnis |                  |
| -------------- | -------- | ---------------- |
| AC Florenz     | 1:0      | AC Mailand       |
| AS Rom         | 1:0      | Atalanta Bergamo |
| Juventus Turin | 4:1      | FC Bologna       |
| AC Turin       | 4:1      | Inter Mailand    |

## Halbfinale
|          | Ergebnis              |                |
| -------- | --------------------- | -------------- |
| AS Rom   | 1:1 n. V. (7:3 i. E.) | AC Florenz     |
| AC Turin | 2:0                   | Juventus Turin |

## Finale

### Erstes Finalspiel
| AS Rom                                     | AS Rom | AC Turin | AC Turin |
| ------------------------------------------ | --- | --- | -------- |
| AS Rom                                     | \| Finale \| \| 6. September 1964 in Rom (Stadio Olimpico) \| \| Ergebnis: 0:0 n. V. \| \| Schiedsrichter: Giulio Campanati \| | \| Finale \| \| 6. September 1964 in Rom (Stadio Olimpico) \| \| Ergebnis: 0:0 n. V. \| \| Schiedsrichter: Giulio Campanati \|                                                                                  | AC Turin |
| AS Rom                                     | Enzo Matteucci – Mario Ardizzon, Francesco Carpenetti, Giacomo Losi, Sergio Carpanesi, Glauco Tomasin – Karl-Heinz Schnellinger, Giuseppe Tamborini, Elvio Salvori – Lamberto Leonardi, Bruno Nicolè Cheftrainer: Juan Carlos Lorenzo ( Argentinien) | Lido Vieri – Fabrizio Poletti, Luciano Teneggi, Roberto Rosato, Giorgio Puia – Amilcare Ferretti, Giorgio Ferrini, Giambattista Moschino, Gigi Meroni – Enrico Albrigi, Gerry Hitchens Cheftrainer: Nereo Rocco | AC Turin |
| Finale                                     | | |          |
| 6. September 1964 in Rom (Stadio Olimpico) | | |          |
| Ergebnis: 0:0 n. V.                        | | |          |
| Schiedsrichter: Giulio Campanati           | | |          |

### Zweites Finalspiel
| AC Turin                                     | AC Turin | AS Rom | AS Rom |
| -------------------------------------------- | --- | --- | ------ |
| AC Turin                                     | \| Finale \| \| 1. November 1964 in Turin (Stadio Communale) \| \| Ergebnis: 0:1 (0:0) \| \| Schiedsrichter: Giulio Campanati \|                                                                           | \| Finale \| \| 1. November 1964 in Turin (Stadio Communale) \| \| Ergebnis: 0:1 (0:0) \| \| Schiedsrichter: Giulio Campanati \| | AS Rom |
| AC Turin                                     | Lido Vieri – Fabrizio Poletti, Luciano Buzzacchera, Remo Lancioni, Giorgio Puia – Amilcare Ferretti, Giorgio Ferrini, Giancarlo Cella, Gigi Meroni – Luigi Simoni, Gerry Hitchens Cheftrainer: Nereo Rocco | Fabio Cudicini – Mario Ardizzon, Francesco Carpenetti, Giacomo Losi, Glauco Tomasin – Karl-Heinz Schnellinger, Giuseppe Tamborini, Giancarlo De Sisti – Lamberto Leonardi, Fulvio Francesconi, Bruno Nicolè Cheftrainer: Juan Carlos Lorenzo ( Argentinien) | AS Rom |
| AC Turin                                     | 0:1 Bruno Nicolè (85.) | | AS Rom |
| Finale                                       | | |        |
| 1. November 1964 in Turin (Stadio Communale) | | |        |
| Ergebnis: 0:1 (0:0)                          | | |        |
| Schiedsrichter: Giulio Campanati             | | |        |